# Arnold Merkies
Arnold Zoltan Merkies (Bodegraven, 6 de dezembro de 1968) é um político neerlandês. Como membro do Partido Socialista (Socialistische Partij), foi deputado entre 20 de setembro de 2012 e 23 de março de 2017.
Merkies estudou economia na Universidade de Amsterdã. É casado e mora em Amsterdã, e é irmão da política do PvdA, Judith Merkies.